# Шварёв, Артём Андреевич
Артём Андреевич Шварёв (род. 1 ноября 2001, Челябинск, Челябинская область) — российский хоккеист, нападающий челябинского «Трактора» (с 2020 по 2025 годы). Двукратный бронзовый призёр КХЛ (2022 и 2024 годов).

## Биография
Родился в Челябинске. Воспитанник местой хоккейной академии клуба «Трактор».
В Молодёжной хоккейной лиге стал выступать с сезона 2019/2020 годов. Играл в составе «Белых медведей». За всё время провёл 92 матча, в которых забросил 22 шайбы и отдал 22 результативные передачи.
В сезоне 2020/2021 годов дебютировал в Континентальной хоккейной лиге. 20 октября 2020 года сыграл в матче с «Северсталью». В этой же встрече забросил и свою первую шайбу в КХЛ. Всего в том сезоне за «Трактор» Шевырёв сыграл в 22-х матчах, забросил три шайбы и сделал четыре результативные передачи.
Сезон 2022/2023 годов и большую часть сезона 2023/2024 годов играл в «Челмете», фарм-клубе «Трактора».
Регулярный чемпионат КХЛ 2024 года вновь начал в основе первой челябинской команды.
Двукратный бронзовый призёр КХЛ 2022 и 2024 годов в составе "Трактора". 